# Битва біля Мульвійського мосту
Битва біля Мульвійського мосту сталася неподалік від Риму 28 жовтня 312 року між арміями двох римських імператорів: Костянтина Великого та Максенція. Костянтин здобув рішучу перемогу в битві, а тіло Максенція, що потонув у Тибрі під час бою, було піднято з річки й обезголовлено. Результат битви мав провідне значення у подальшому розповсюдженні християнства у Стародавньому Римі, оскільки одноосібну владу на заході Імперії здобув Костянтин, що згодом став першим християнином на римському престолі.

## Передумови

### Криза Тетрархії
Тетрархія, система влади Римської імперії на початку IV століття, спиралася на одночасне правління чотирьох осіб. В кожній частині країни (на Заході та Сході) володарювали два правителі: старший (імператор) та молодший (цезар).
У 305 році чинні імператори Діоклетіан і Максиміан добровільно зреклися престолу, передавши повноваження своїм цезарям — Галерію та Констанцію Хлору. На звільнене місце цезарів одразу були призначені Север II і Максимін Даза. З іншого боку, Максенцій та Костянтин, що були синами Максиміана та Констанція Хлора відповідно, не отримали очікуваного місця при владі. В тетрархічній системі влади сталася відверта криза, що поклала початок так званим Громадянським війнам Тетрархії.
Одразу після смерті Констанція Хлора у 306 році на звільнене місце західного імператора Галерій призначив цезаря Севера II. Проте, війська Констанція, що залишилися без командувача, проголосили своїм імператором його сина — Костянтина. Інший імператор Галерій, хоч і був розгніваний цим вчинком, усе-таки визнав легітимність Костянтина, надавши йому натомість титул цезаря, а не імператора; Костянтин з цим погодився.
Визнання Галерієм влади Костянтина надихнуло Максенція теж проголосити себе імператором. Втім, у цьому разі Галерій не визнав право Максенція на владу та направив до нього в Рим військо на чолі з імператором Севером II. У відповідь на це Максенцій викликав з відставки свого батька, Максиміана, що знову став імператором. Незабаром в Італії батько та син завдали поразки армії Севера, який потрапив у полон та загинув. Тоді Галерій вирішив самостійно розібратися з Максенцієм, проте теж зазнав поразки і хутко покинув півострів. Так Максенцій здобув фактичний контроль над Італією та суміжними провінціями.
Згодом взаємини між Максенцієм та його батьком стали погіршуватися. Несподівано для Максиміана їхнє військо стало на бік його сина. Тому Максиміан покинув Італію та вирушив до Костянтина, єдиної людини, готової його прийняти. Задля зміцнення свого положення Максиміан уклав формальний союз із Костянтином, видавши за нього заміж свою дочку, Фаусту.
Дочекавшись відлучення Костянтина, Максиміан розпустив чутки про його смерть і втретє проголосив себе імператором. Тільки-но Костянтин дізнався про зраду Максиміана, він швидко повернувся з військової кампанії. Після того, як Костянтин штурмував Массілію, де забарикадувався Максиміан, він взяв свого тестя у полон та змусив того скоїти самогубство.
Незабаром взаємини між Костянтином і Максенцієм теж стали погіршуватися. Хоча обидва імператори і були швагерами, Максенцій привселюдно поклявся помститися Костянтину за смерть батька. Костянтин натомість змусив Євтропію, матір Максенція, зізнатися, що Максенцій ніби-то не був рідним сином Максиміана. Цей факт дозволив Костянтину виступати як законному імператору проти узурпатора Максенція.

### Похід Костянтина
Костянтин вирушив зі своїх володінь на Заході імперії з військом у 40 тис. осіб і перетнув Альпи у перевалі Мон-Сені. У відповідь на це Максенцій укріпився в Римі, покладаючись на велику військову силу, що була в Італії. Перший опір своєму вторгненню Костянтин зустрів у місті Сегузій (теперішня Суза, Італія). Він наказав своїм солдатам підпалити міські ворота та атакувати оборонні стіни. Костянтин швидко захопив місто, проте заборонив своєму війську його пограбування, і просунувся далі, до північної Італії.
Вперше армії двох імператорів зустрілися в битві при Турині, що завершилася рішучою перемогою Костянтина. Відтоді багато міст північної Італії присягнули на вірність переможцю. Мешканці Медіолану зустріли військо Костянтина відкритими воротами, дозволивши його солдатам перебувати в місті до літа 312 року. Далі Костянтин вирушив на схід, де розбив ворожу кавалерію, що таборувала поблизу Брешії. Наступним військовим успіхом Костянтина стала битва при Вероні, де армія Максенція, яка була чисельнішою, за відсутністю імператора була вщент розбита, а її очільник, Рурицій Помпеян, загинув під час бою. Внаслідок перемоги в цій битві, вся Північна Італія перейшла на бік Костянтина, який одразу рушив на Рим.

## Видіння Костянтина
За декількома повідомленнями, напередодні битви, 27 жовтня, Костянтин мав видіння, яке надихнуло його на бій під захистом християнського Бога. Втім, деталі цієї візії різняться залежно від джерел.
Сучасник цих подій Лактанцій, зазначає, що в ніч проти битви Костянтину вві сні було наказано «окреслити небесний знак на щитах своїх воїнів» (Про смерть переслідувачів 44,5). Він виконав цю заповідь, нанісши на щити знак, «що позначає Христа». Лактанцій описує цей знак як «ставрограму» або латинський хрест із закругленим верхнім кінцем у формі букви «P». Втім, немає переконливих доказів того, що Костянтин коли-небудь використовував саме цей символ, на відміну від більш відомого символу хризми, описаного Євсевієм Кесарійським.

Символ хризми

Від Євсевія збереглися дві згадки про цю битву. В першій, у «Церковній історії», він просто повідомляє про допомогу християнського Бога Костянтину, не згадуючи жодного видіння. Втім, у своїй пізнішій праці, «Житті Костянтина», Євсевій детально описує візію, наголошуючи, що інформацію про неї він почув від самого імператора. Згідно з цим повідомленням, коли Костянтин йшов маршем зі своїм військом (Євсевій не вказує точного місця цієї події, але це явно сталося поза табором у Римі), він підвів погляд до сонця і побачив над ним світловий хрест, а разом із ним — грецькі слова «Ἐν Τούτῳ Νίκα», що зазвичай перекладаються на латину як «in hoc signo vinces». В українській мові найуживанішим варіантом перекладу цього вислову є «сим побіди́ш», який походить з церковнослов'янської.

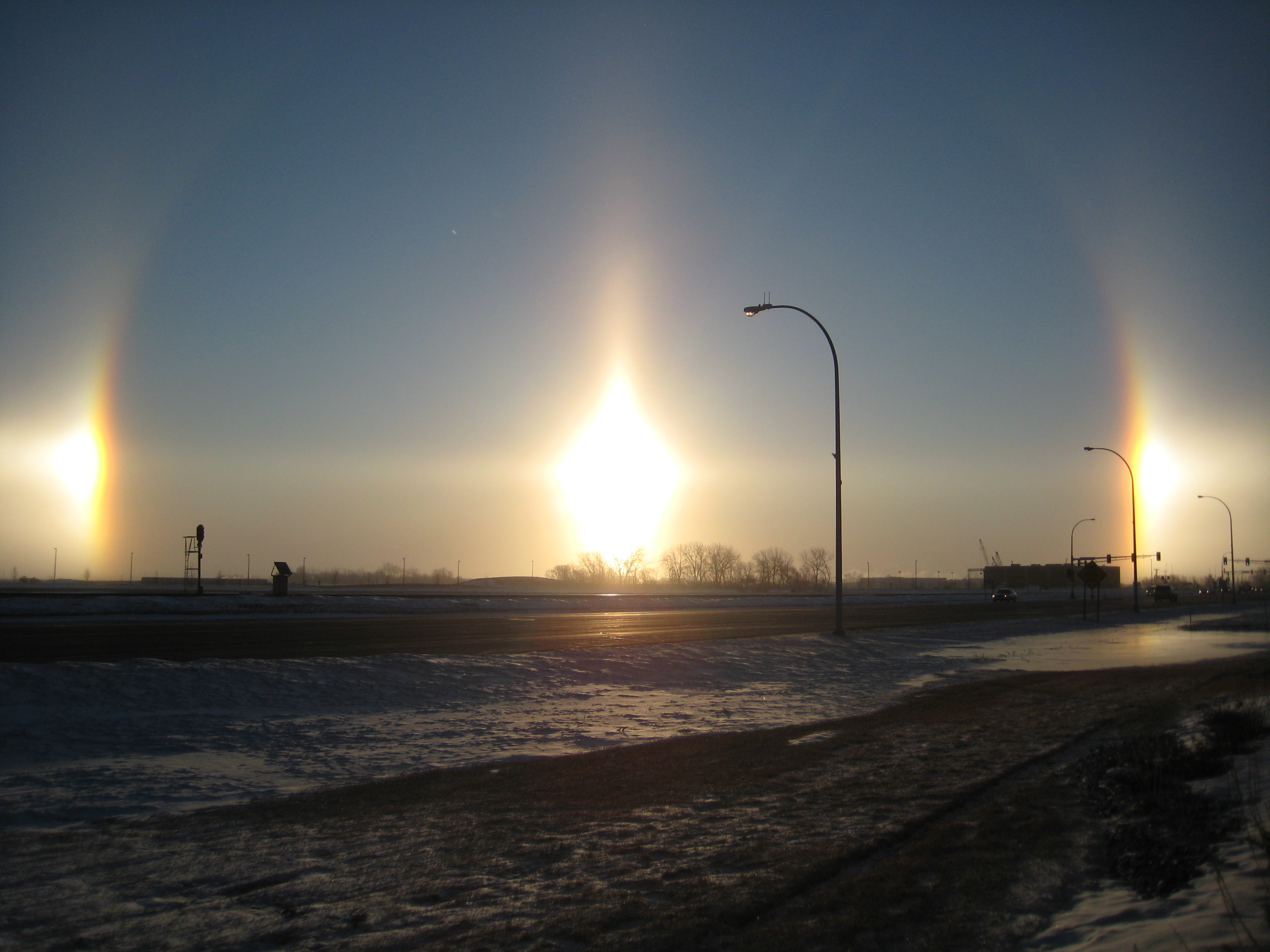
Видіння Костянитном хреста у небі може бути пояснене явищем паргелію

Євсевій додає, що спершу Костянтин був невпевненим у значенні цього явища, але наступної ночі імператорові приснився сон, у якому Христос пояснив Костянтину, що він має використовувати цей знак проти своїх ворогів. Євсевій також описує лабарум (військовий штандарт) зі знаком хризми, який застосовував Костянтином у подальших битвах проти Ліцинія.
У масовій свідомості ці два повідомлення від двох різних авторів були об'єднані в одне розповсюджене уявлення про те, що Костянтин ніби-то бачив хризму ввечері перед битвою. Лактанцій і Євсевій сходяться на думці, що цей знак не був дуже поширеним для позначення Христа, хоча і використовувався разом з іншими символами, наприклад, в оздобленні християнських гробниць. Вперше на срібній монеті Костянтина цей знак з'явився лише близько 317 року. Втім, Костянтин широко використав і хризму, і лабарум під час подальшого протистояння з Ліцинієм.

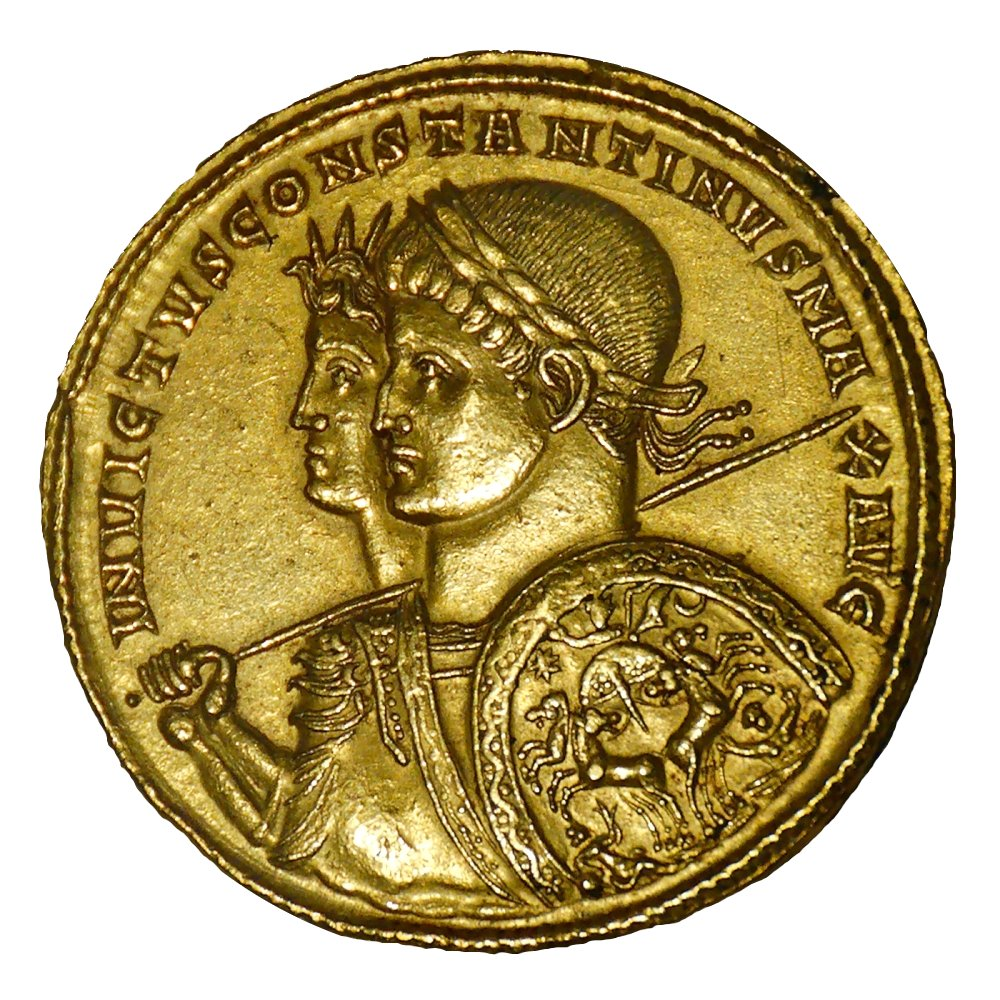
Монета 313 року із зображенням Костянтина поруч з сонячним божеством

Деякими фахівцями сонячний хрест у небі, що його побачив Костянтин, ототожнюється з явищем паргелія. До того ж, монети Костянтина, викарбувані в 313 році, тобто за рік після битви, зображують імператора супутником сонячного божества Sol Invictus (лат. Непереможне Сонце), яке часто зображувалося з німбом або ореолом. На Тріумфальній арці Костянтина, що була зведена в Римі на честь перемоги, в трьох місцях були зображені прапороносці, що несуть статуї Непереможного Сонця. Сама арка була ретельно встановлена на одній лінії з величезною статуєю Sol Invictus, що домінувала при погляді з боку головного підходу до арки.

## Місце битви

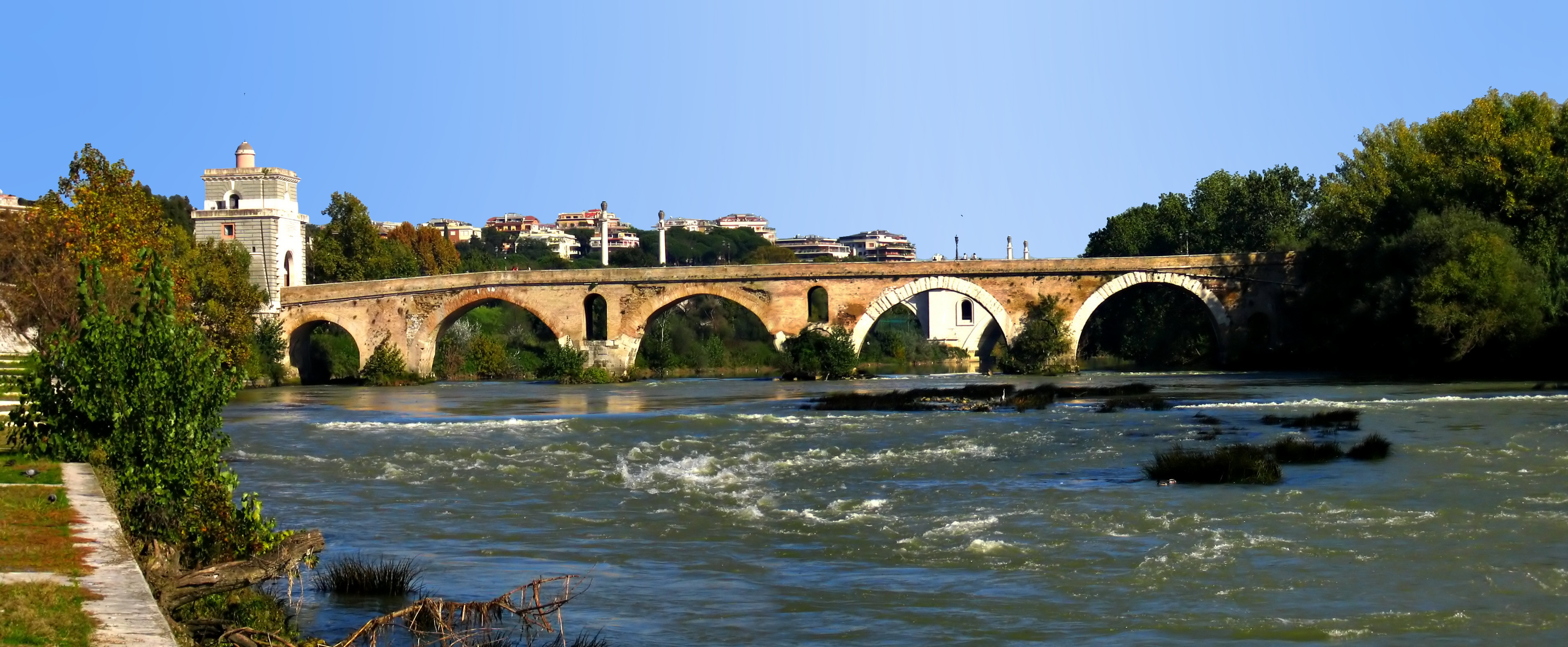
Мульвіїв міст

Максенцій вирішив зустріти військо Костянтина перед Мульвійським мостом, що лежав на річці Тибр та з'єднував Фламінієву дорогу з Римом (дещо перероблений міст стоїть на тому самому місці й сьогодні). Контроль над мостом був вкрай важливим для Максенція, оскільки він намагався тримати свого супротивника якнайдалі від Риму, боючись зради Сенату. Найімовірніше, Максенцій, зруйнував старий Мульвіїв міст під час підготовки до ймовірної облоги міста з боку Костянтина, тому задля переправи свого війська до іншого берега річки він мав збудувати інший — дерев'яний або понтонний. Детальна характеристика мосту різняться залежно від джерела: Зосим описує міст, як такий що був побудований з двох частин, з'єднаних залізними кріпленнями, тоді як інші автори прямо говорять, що міст був понтонним. До того ж, міст, можливо, був навмисно побудований як пастка для сил Костянтина, але це залишається нез'ясованим.

## Битва

### Становище Максенція

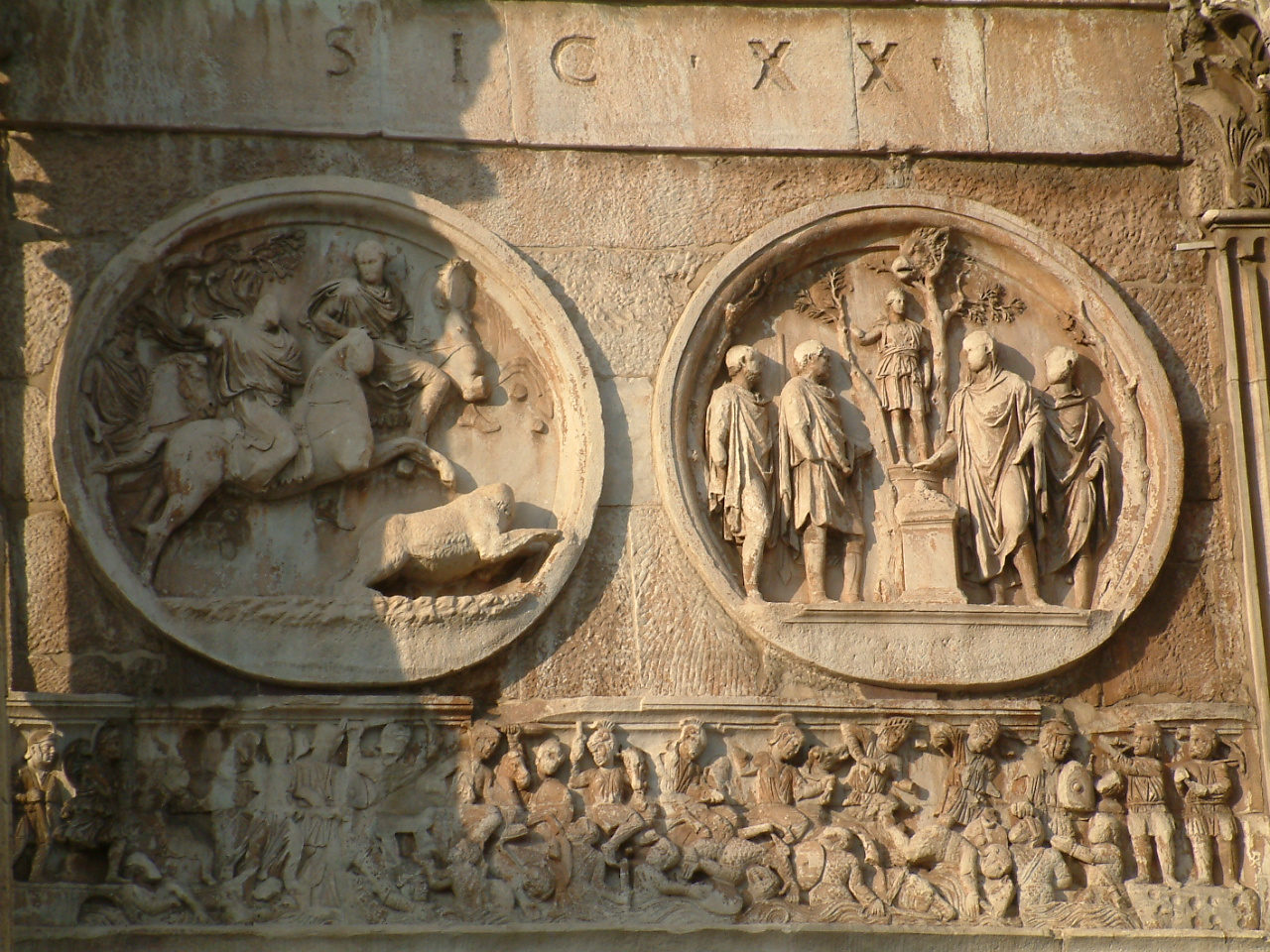
Зображення битви на Арці Костянтина

Максенцій спочатку вирішив дотримуватися стратегії, яка допомогла йому до того двічі: проти Севера II та проти Галерія. У імператора було безліч зерносховищ у Римі на випадок тривалої облоги, укріплення міста були у відмінному стані, а преторіанська гвардія, яка призвела його до влади, як і раніше, зберігала вірність Максенцію. Як наслідок, імператор наказав зруйнувати Мульвієвий міст на шляху суперника, що в підсумку зіграло проти нього.
Залишається дивним стратегічний вибір Максенція, який відмовився від надійної позиції і ризикнув битися з ворогом у полі. За словами християнського письменника-панегіриста Костянтина, Євсевія Кесарійського: «ніби якими ланцюгами, Бог … захопив його далеко від міських воріт». Деякі схильні приписувати необачний крок імператора магії, якою той захоплювався і яка, можливо, давала йому якийсь обнадійливий натяк на сприятливий результат протистояння. Справжньою причиною, можливо, було побоювання Максенція щодо остаточної втрати підтримки з боку населення і небезпеки підвищення популярності Костянтина у містян, які фактично примусили імператора вийти, дорікаючи тому в боягузтві.

### Диспозиція
Спочатку зруйнувавши Мульвійський міст, а потім вирішивши битися з Костянтином на правому березі Тибру, Максенцій опинився перед необхідністю переправитися туди, для чого наказу побудувати трохи нижче за течією понтонну переправу зі зв'язаних між собою човнів. Римський імператор мав у своєму розпорядженні велике, але досить нерівноцінне за своїми складовими якостями військо. Навіть після всіх поразок на півночі Італії у нього, за оцінками сучасних дослідників, було від 75 до 100 тис. воїнів проти приблизно вдвічі меншої їхньої кількості (бл. 42 тис.) у Костянтина. Армія Максенція включала грізні ударні частини важкої кінноти, загони преторіанців (добірних гвардійців-професіоналів) та боєздатну легку піхоту з підвладної Максенцію провінції Африка. Проте слабкі частини гарнізонної служби та легіони, набрані з італіків, давно вже відвикли воювати і не горіли бажанням ризикувати битися з непереможним ворогом. Для управління такою армією були потрібні дуже високі лідерські якості і великий талант полководця.
Військо Костянтина, навпроти, здобуло на чолі зі своїм командувачем декілька рішучих перемог у північно-західних територіях імперії в боях як проти варварів, так і в битвах з конкурентами. Загалом, військо Костянилна, незважаючи на меншу чисельність, було загартоване боями та вкрай дисципліноване.

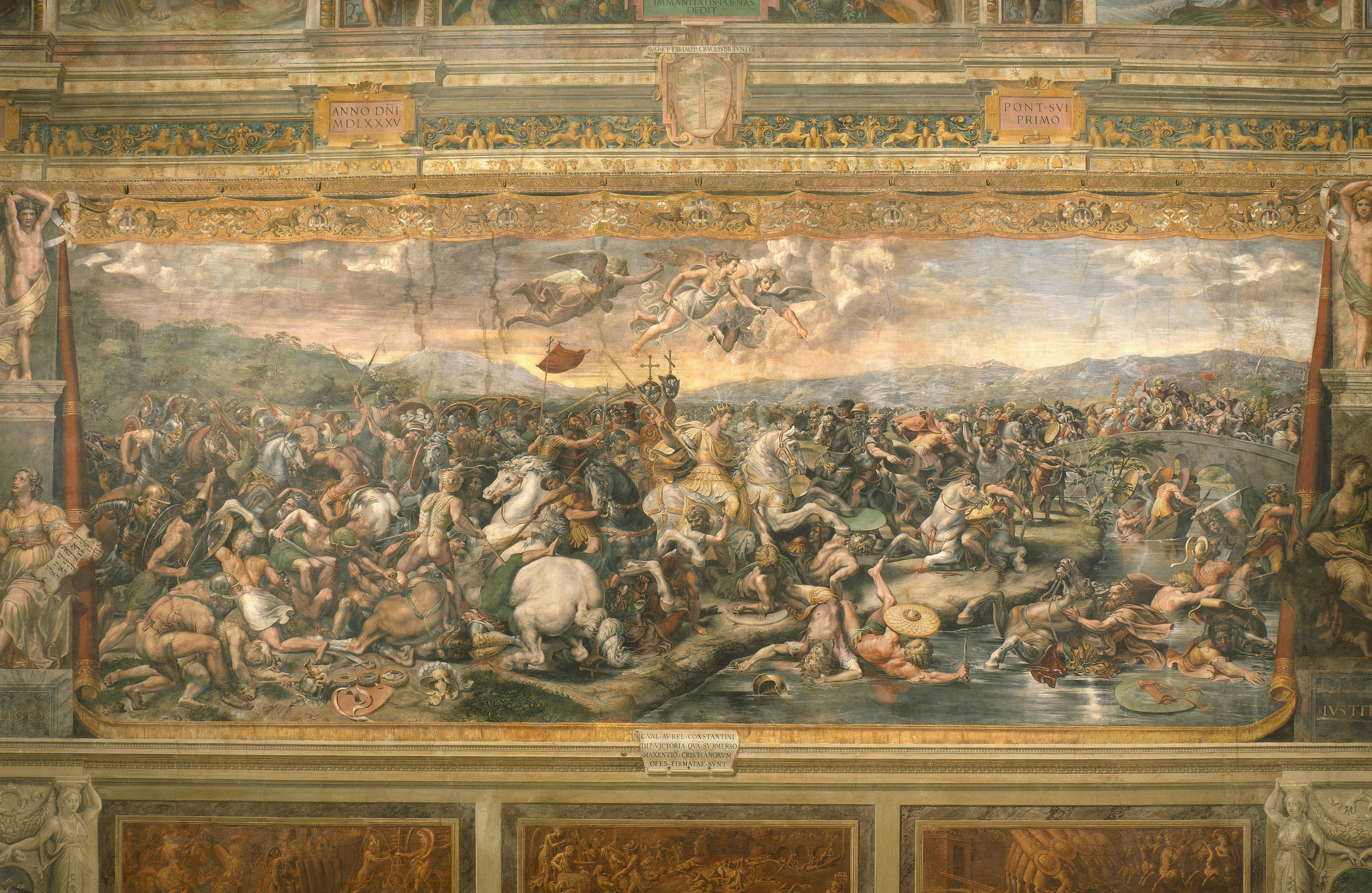
Фреска «Битва Костянтина проти Максенція» авторства Джуліо Романо. Станці Рафаеля, Ватикан

Бойове зіткнення виявилося нетривалим. Максенцій вишикував преторіанців й італійських призовників в центрі бойових порядків, розмістивши на флангах кінноту як силу для прикриття. Костянтин усвідомив ступінь загрози і протидіяв їй найрішучішим чином. Він особисто очолив перевірену у справі кавалерію в ударному наступі на ворога, захопив ініціативу і досить швидко зім'яв ворожу кінноту на лівому фланзі супротивника. Вона першою повернулася у безладну втечу до дерев'яного мосту, по якому напередодні бою переправилася до Сакса-рубра. Побачивши, що відбувається, італійці і солдати гарнізонної служби, яких тіснили досвідчені піхотинці Костянтина, піддалися паніці, і загонами, і поодинці стали покидати місця в бою. Дуже скоро втеча стала загальною. Максенцій також утікав і знайшов смерть у водах Тибру, як і значна частина його армії. Уцілілих переможець помилував і включив до складу свого війська. Втім, після своєї перемоги Костянтин скасував роботу багатовікової преторіанської гвардії, замінивши її іншими палацовими загонами.

## Наслідки
Максенцій потонув у важких обладунках, проте ситуація не залишала місця для невизначеності. Костянтин наказав дістати з річки тіла полеглих. На наступний день голову Максенція відправили до Риму. Переможець велів насадити її на вістря списа, щоб всі бачили — боротьбі за владу в Римі покладено повний і рішучий кінець.
Костянтин в'їхав у вічне місто, але попереду у нього залишалося ще довгих дванадцять років і кілька перемог, які знадобилися, щоб здолати східного августа Ліцинія і стати нарешті єдиним господарем Римської імперії.